# Gąbino
Gąbino is een plaats in het Poolse district  Słupski, woiwodschap Pommeren. De plaats maakt deel uit van de gemeente Ustka en telt 380 inwoners.

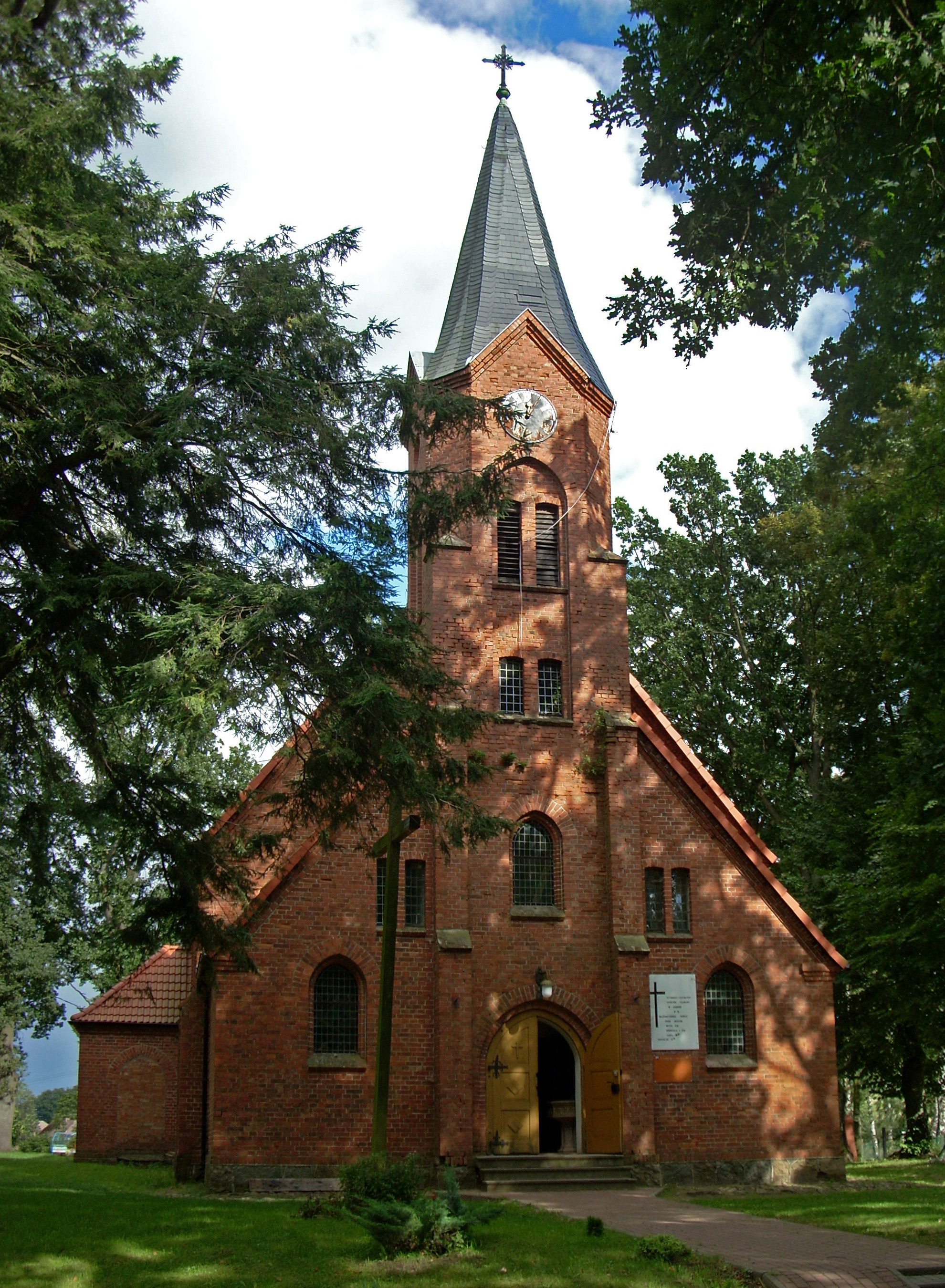
Kerk in Gąbino